# Bar Ocidente
El Bar Ocidente (también conocido como Oci) es un bar, restaurante, casa de espectáculos y centro cultural de Porto Alegre, Brasil. Está ubicado en el segundo piso de una casona histórica que data de 1879 en la esquina de la avenida Osvaldo Aranha con la rúa João Telles, se inauguró el 3 de diciembre de 1980 con el nombre de "Bar Show Seis Amigos Ltda." cambiando luego a "Bar Ocidente" aludiendo al nombre de otro bar que existía en el piso bajo de la misma casona que se llamaba "Bar Extremo Oriente".
Surgido en plena dictadura militar en un barrio de Bom Fim que ya tenía tradición como centro de efervescencia cultural y política, principalmente debido al gran número de residentes universitarios, y al no tener un ambiente convencional, el lugar empezó a atraer a intelectuales, artistas, estudiantes y grupos bohemios o transgresores marginados y dispersos de la época, en un momento en que la Esquina Maldita estaba ya en declive..
En 1981 inició sus actividades diurnas, lanzando un almuerzo con menú vegetariano, iniciativa pionera en la ciudad. En los primeros años, el bar no pudo mantener su propuesta original de centrarse en el teatro (aunque la intención se recuperó parcialmente más tarde), pero pronto se convirtió en una discoteca - uno de los primeros centros de la cultura clubber en Brasil- y dio protagonismo a las actuaciones de grupos alternativos, atrayendo a un público tan numeroso que a menudo no todos podían entrar, un público que marcó la década de 1980 por su protesta y rebeldía. Hubo muchos conflictos con otros residentes del barrio y a menudo se llamó a la policía para que interviniera o permaneció a la espera en las inmediaciones, alegando ruido excesivo, alteración del orden público y la moral o la presencia de traficantes de drogas. En una ocasión fue violentamente allanado por la policía, lo que desencadenó una gran polémica pública. Al cabo de un tiempo, la población punk y LGBT también encontró allí un espacio de expresión. Según Nei Lisboa, "en 1980, Ocidente enriqueció la diversidad de Bom Fim. El barrio podría haberse detenido entonces en las tribus de los setenta, pero Ocidente trajo mucho de los ochenta: Madonna, The Cure, The Smiths. Con una onda mutante, llena de novedad. Eso fue lo que sostuvo el Bom Fim en esa década"  En los años 90 se vació debido a las repetidas prohibiciones y, entre 1994 y 1996, permaneció cerrado. Al final de la década se revitalizó, mejorando sus instalaciones, renovando su público y diversificando sus propuestas, abriendo su espacio a proyectos como "Sarau Elétrico", dedicado a la literatura y la poesía, y "Ocidente Acústico", además de presentaciones de cine y fiestas temáticas que se hicieron tradicionales, como "Balonê" y "Pulp Friction". Su perfil ha cambiado a lo largo de los años, pero siempre se ha caracterizado por ser un espacio alternativo.

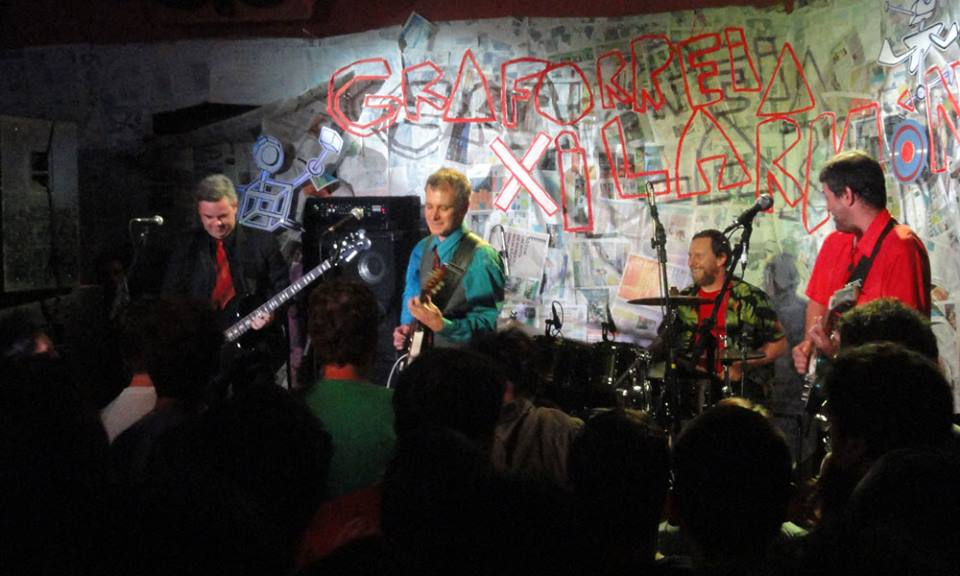
Graforréia Xilarmônica en concierto en el bar Ocidente

El Ocidente tiene un rico folclore urbano y es considerado patrimonio cultural de la ciudad y uno de sus espacios culturales más importantes.
Fue allí donde se revelaron varios grupos que más tarde se hicieron un nombre en la escena musical, como Os Replicantes, De Falla, Cascavelletes, TNT, Graforréia Xilarmônica y Aristóteles de Ananias Jr., además de ser un importante escaparate para las carreras de artistas como Antônio Carlos Falcão y Patsy Cecato. Fue objeto de dos proyectos académicos, Bar Ocidente: memoria cultural de Porto Alegre, y Accesibilidad, Derechos Culturales y Preservación de la Colección Bar Ocidente, que dieron lugar a la formación de la Colección Digital Bar Ocidente. La historia del bar fue objeto de una miniserie de ficción, Ocidentes, emitida en TV Educativa, con cuatro episodios centrados en las diferentes fases, dirigidos por Carlos Gerbase, Fabiano de Souza, Bruno Polidoro y João Gabriel Queiroz. El proyecto Sarau Elétrico fue estudiado en un libro escrito por Cláudia Tajes, Cláudio Moreno, Luís Augusto Fischer y Katia Suman, y fue uno de los finalistas del Premio VivaLeitura' de 2014, promovido conjuntamente por la Organización de Estados Iberoamericanos, el Ministerio de Cultura y el Ministerio de Educación. Hasta esa fecha, el proyecto había realizado más de 700 representaciones y llegado a cerca de 50.000 personas, acogiendo como interlocutores a reconocidos nombres del mundo de la literatura estatal y nacional. El edificio no está catalogado, pero ha sido incluido en el inventario de bienes de interés patrimonial del Ayuntamiento.